# Droga krajowa B17 (Austria)
Droga krajowa B17, znana też jako Wiener Neustädter Straße – droga krajowa w Austrii. Arteria łączy Wiedeń z leżącymi na południe od niego miastami Wiener Neustadt, Neunkirchen i Gloggnitz. Trasa biegnie równolegle do autostrady A2, a następnie do drogi ekspresowej S6. W leżącym na obrzeżach Wiednia Wiener Neudorf droga prowadzi wspólnym śladem z B11. Przy B17 położone jest ogromne centrum handlowe „Shopping City Süd”.
Do 1983 roku arteria była częścią trasy europejskiej E7.